# Anthony Pawson
Anthony James "Tony" Pawson, född 18 oktober 1952 i Maidstone, Kent, död 7 augusti 2013 i Toronto, Ontario, var en brittisk-kanadensisk biokemist och molekylärbiolog.
Han tog en masterexamen (MA) i biokemi vid University of Cambridge och en Ph.D. vid Imperial Cancer Research Fund i London 1976. Han var postdoc vid University of California, Berkeley från 1976 till 1980. Från 1981 till 1985 var han verksam vid  University of British Columbia och från 1985 vid University of Toronto där han är professor.
Pawson är Fellow of the Royal Society. Han tilldelades Wolfpriset i medicin 2005 och samma år Royal Medal.